# Katedra Najświętszej Marii Panny w Toledo
Katedra Najświętszej Marii Panny w Toledo (hiszp. Catedral de Santa María de Toledo lub Catedral Primada de España) – gotycka katedra wybudowana w Toledo, siedziba Archidiecezji Toledo. Katedra jest jednym z najważniejszych przykładów sakralnej architektury gotyckiej w Hiszpanii. Powstała w latach 1227–1493 na fundamentach dawnej katedry wizygockiej z VI wieku, która była później używana jako meczet. 

## Historia
Od VIII w. Toledo, podobnie jak większość Półwyspu Iberyjskiego, znalazło się pod panowaniem Maurów. W miejscu wcześniejszego chrześcijańskiego kościoła wybudowano meczet. W 1085 r. miasto zostało zdobyte przez kastylijskiego króla Alfonsa VI Mężnego. Początkowo nie niszczono zastanej architektury muzułmańskiej, a istniejący meczet zaadaptowano na świątynię chrześcijańską. Budowę rozpoczęto dopiero w 1227 r. za panowania Ferdynanda III Świętego. W 1493 roku, za panowania Królów Katolickich zamknięto ostatnie sklepienia głównej nawy. Do budowy użyto białego kamienia z Olihuelas (Olías del Rey).

## Architektura
Obserwując katedrę z placu del Ayuntamient, można wyróżnić trzy główne elementy tej części budynku: blisko stumetrową wieżę, właściwą fasadę z trzema portalami i barokową kaplicę z charakterystyczną kopułą. Gotycka wieża ozdobiona maswerkami i sterczynami składa się z pięciu poziomów. Najniższy był przeznaczony na skarbiec, wyżej znajdowało się mieszkanie dzwonnika, trzeci poziom był przeznaczony na areszt dla duchownych, a dwa najwyższe zajmowała dzwonnica. Trzy portale fasady głównej rozmieszczone są symetrycznie. Są głęboko wcięte w mur budowli, dzięki czemu mają szerokie ościeża i arkady (archiwolty), które w całości pokryte są dekoracją kamienną i rzeźbami figuralnymi. 
Gotyckie wnętrze świątyni zdobią liczne witraże, a wzdłuż filarów wiązkowych i ścian znajdują się przedłużone służki. Podobnie jak w katedrach w Sewilli, Salamance czy Burgos pośrodku nawy głównej wydzielono dekorowanym murem przestrzeń dla kanoników, czyli chór. Od strony transeptu chór zamknięty jest ozdobną kratą. W podobny sposób od reszty kościoła odseparowano prezbiterium. Ołtarz z polichromowanymi rzeźbami jest wstawiony w filigranowo zdobione, złocone oprawy. 
We wnętrzu świątyni znajdują się dzieła artystów, takich jak: Francisco Goya, El Greco, Antoon van Dyck, Caravaggio, Diego Velázquez, Peter Paul Rubens i Tycjan. W kaplicy św. Jana pełniącej funkcję skarbca przechowywana jest prawie trzymetrowa monstrancja, pokryta złotem sprowadzonym z hiszpańskich kolonii w Ameryce.